# ایمز (ایلینوی)
ایمز (به انگلیسی: Ames) یک منطقهٔ مسکونی در ایالات متحده آمریکا است که در ایلینوی واقع شده است. ایمز ۱۴۲٫۹۵ متر بالاتر از سطح دریا قرار دارد.